# Lijst van staatshoofden van Gambia
Dit is een lijst van staatshoofden van Gambia. Adama Barrow leidt momenteel het land. 
| Ambtsperiode                        | Portret                          | Leider                                                         | Opmerkingen             | Opmerkingen |
| ----------------------------------- | -------------------------------- | -------------------------------------------------------------- | ----------------------- | --- |
| 18 februari 1965 — 24 april 1970    |                                  | Elizabeth II van het Verenigd Koninkrijk                       |                         | |
| 18 februari 1965 — 9 februari 1966  |                                  | John Warburton Paul, gouverneur-generaal                       |                         | |
| 9 februari 1966 — 24 april 1970     |                                  | Farimang Mamadi Singateh, gouverneur-generaal                  |                         | |
| Ambtsperiode                        | Portret                          | Leider                                                         | Partijen                | Opmerkingen |
| 24 april 1970 — 22 juli 1994        |                                  | Dawda Kairaba Jawara, president                                | PPP                     | Afgezet na een staatsgreep |
| 30 juli 1981 — 5 augustus 1981      |                                  | Kukoi Sanyang, voorzitter van de Nationale Revolutionaire Raad | Mil                     | In opstand |
| 22 juli 1994 — 28 september 1996    |                                  | Yahya Jammeh, voorzitter van de Voorlopige Regerende Raad      | Mil                     | |
| 28 september 1996 — 18 oktober 1996 | Yahya Jammeh, hoofd van de staat |                                                                | Mil                     | |
| 18 oktober 1996 — 19 januari 2017   | Yahya Jammeh, president          | APRC                                                           |                         | |
| 19 januari 2017 — heden             |                                  | Adama Barrow, president                                        | United Democratic Party | Werd verlaat president, doordat dictator Yahya Jammeh weigerde te vertrekken nadat Barrow de verkiezingen had gewonnen in december van 2016. Barrow werd in ballingschap ingezworen in Dakar, de hoofdstad van Gambia's buurland Senegal. |

## Partijen
- PPP - People's Progressive Party
- APRC - Alliance for Patriotic Reorientation and Construction (vrij vertaald: Patriottische Alliantie voor Heroriëntatie en Bouw)
- Mil - Militaire dienst van Gambia
- United Democratic Party - United Democratic Party